# Igreja Ortodoxa da Letônia
A Igreja da Letônia ou Igreja Ortodoxa da Letônia (letão: Latvijas Pareizticīgā Baznīca, russo: Латвийская православная церковь, Transl. Latviyskaya pravoslavnaya tserkov) é uma Igreja Ortodoxa autogovernada, no território da República da Letônia, sob a jurisdição do Patriarcado de Moscou. O Primaz da Igreja Ortodoxa da Letônia carrega o título de Metropolita de Riga e de Toda a Letônia (letão: Rīgas un visas Latvijas metropolīts; russo: Митрополит Рижский и всея Латвии, Transl. Mitropolit Rizhskiy i vseya Latvii). Esta posição é ocupada desde 27 de outubro de 1990 pelo Metropolita Alexandre Kudriashov.
O número de membros da Igreja Ortodoxa da Letônia é estimado em cerca de 350.000.

## História

### A Ortodoxia na Letônia
De acordo com uma tradição acredita-se que o apóstolo André foi do Mar Negro ao Mar Báltico e depois voltou por Roma ao Mediterrâneo oriental. Assim, o Apóstolo percorreu duas antigas rotas comerciais - a rota “dos Varegues com os Gregos”, que liga os mares Negro e Báltico, e a “rota do âmbar”, que liga o Mar Báltico ao Adriático.
O Cristianismo ortodoxo foi disseminado entre tribos locais pelo contato com bielorrussos e russos, que desde os tempos antigos se comunicavam e viviam com as tribos Latigalianas, Selonianas, Semigalianas, Curonianas, Livonianas, Vendianas (de origem eslava).
No século XI, a Letônia se tornou um campo missionário da Diocese de Polotsk.[carece de fontes?] A região permaneceu predominantemente pagã até ser conquistada no século XIII pela Ordem Teutônica. Antes disso, no entanto, parte dos proeminentes nobres latigalianos (Rei Visvaldis de Jersika, Rei Vetseke de Koknese e Tālivaldis, o mais velho de Tālava) e uma grande parte do povo latigaliano, em geral, haviam se convertido à Ortodoxia voluntariamente.[carece de fontes?]
Monumentos arqueológicos indicam que templos ortodoxos do século XII ficavam nas margens do Daugava. Um dos primeiros, na margem direita do estuário, onde hoje fica o centro histórico de Riga, foi construído e dedicado a São Nicolau.
No final do século XII, as costas orientais do Mar Báltico continuaram a ser o último local da Europa, onde o cristianismo latino não teve tempo de penetrar. As tribos livonianas e parte dos latigalianos naquela época eram tributários do Principado de Polotsk, e os estonianos e os Principados letões de Talava e Adzel (nas crônicas russas chamadas " Ochela ") eram tributários da República de Novgorod. Nas condições de dependência de Pskov, os governantes de Talava - Talivaldis e seus filhos - converteram-se à Ortodoxia, que abandonaram com a transição para o governo do Bispo de Riga. Em Jersika, segundo o cronista, antes de sua conquista pelos cruzados existia um templo ortodoxo.

### As Cruzadas do Norte
Em 1193, o Papa Celestino III anunciou uma cruzada contra os pagãos do Báltico a fim de convertê-los ao catolicismo e removê-los da influência da Ortodoxia.
As terras da Letônia foram gradualmente conquistadas pelos Cavaleiros Teutônicos, que devastaram centros espirituais ortodoxos como Jersika, Atzele, Lucane (Ludza), Kukenois (Koknese), o antigo Tolovo (entre Smiltene e Valmiera), Venden (Cesis) e outras. E apenas a Igreja Ortodoxa de São Nicolau em Riga sobreviveu e permaneceu ativa por cerca de três séculos, sob a supervisão dos Arcebispos de Polotsk.
No Séc. XVI, após o colapso da Livônia, as terras bálticas foram divididos entre Lituânia, Dinamarca, Suécia e Polônia. A ortodoxia continuou sendo a fé de um número significativo da população. O número de cristãos ortodoxos era particularmente grande em Ilukste e Jekabpils.
No entanto, nessas condições difíceis, a Igreja Ortodoxa não foi destruída. Em 1570, uma sé episcopal ortodoxa foi fundada em Yuryev (Tartu), à qual Sua Graça o Bispo Cornelius foi instalado.
Em 1621, depois de várias guerras, a Letônia  foi conquistada pela Suécia. Durante a Reforma Protestante os suecos saquearam a Igreja Ortodoxa de São Nicolau, em Riga, e o ícone do santo foi levado para a Suécia.

### Igreja da Letônia no Czarado da Rússia e Império Russo
Em 1710, durante a Guerra do Norte, Livônia e Riga tornaram-se parte do Czarado da Rússia. Desde então, as comunidades ortodoxas da província da Livônia fizeram parte da Diocese de Pskov, e o governo espiritual estabelecido em Riga.
Em 13 de janeiro de 1764, o título "de Riga" foi incluído no título dos Bispos de Pskov. Desde 1799, o título foi alterado para Arcebispo de Pskov, Livonia e Curlândia, e de 1836 a 1850 a Cátedra do Vigário de Riga funcionou como parte da Diocese de Pskov.
Em 1 de março de 1850, o Imperador Nicolau I aprovou o relatório do Santo Sínodo, segundo o qual uma diocese independente foi criada a partir do Vicariato de Riga da Diocese de Pskov com uma cátedra em Riga e o nome "Diocese de Riga e Mitava", a partir de 1 de julho de 1850.

### Igreja da Letônia sob o Patriarcado de Constantinopla
Em 1936, a Igreja da Letônia se separou da Igreja Russa e se juntou ao Patriarcado de Constantinopla, embora tenha sido devolvida à Igreja Russa após a adesão da Letônia à URSS em 1940.
Em 12 de março de 2013, por decisão do Santo Sínodo da Igreja Ortodoxa Russa, Daugavpils foi separado da Diocese de Riga.

### Estabelecimento do Vicariato de Riga
Em 1836 foi estabelecido o Vicariato de Riga da Diocese de Pskov, em 1850 uma diocese independente (Diocese de Riga e Mitava), que se tornou a Igreja Ortodoxa da Letônia autônoma em 1921 por decisão do Patriarca São Ticônio.

### Autonomia da Igreja
Em 6 de julho de 1921, a Igreja Ortodoxa Russa concedeu autonomia ao Vicariato da Letônia, criando assim a Igreja Ortodoxa da Letônia (denominada "Arquidiocese de Riga e Toda a Letônia").

### Ocupação soviética e alemã
Com a anexação soviética da Letônia em 1940, depois a ocupação nazista durante a Segunda Guerra Mundial e novamente a anexação soviética em 1944, a Igreja da Letônia perdeu sua autonomia, ficando sob a Igreja Russa como parte do Exarcado Patriarcal dos Estados Bálticos (1941), e experimentou um longo período de opressão até a independência do país em 1991.
Em 1992, a Igreja Ortodoxa da Letônia, de acordo com os Tomos de Sua Santidade o Patriarca de Moscou e Toda a Rússia Aleixo II, recebeu autonomia (autogoverno), após a restauração da independência da República da Letônia.

### Declaração de autocefalia
Em 5 de setembro de 2022, o Presidente da Letônia, Egils Levits, anunciou sua intenção de alterar a Lei da Igreja Ortodoxa Letã, garantindo a total independência da Igreja Ortodoxa da Letônia do Patriarcado de Moscou e declarando de fato seu status autocéfalo. Em 8 de setembro, em reunião do Seimas, este projeto de lei, após apreciação pela Comissão Parlamentar de Direitos Humanos e Assuntos Públicos, foi aprovado pelos deputados. Em 9 de setembro, após a reunião do Sínodo, foi publicada uma mensagem no site oficial da Igreja Ortodoxa da Letônia, confirmando a decisão do Seimas de determinar o status de autocéfalo e especificando que a Igreja da Letônia continuará a manter comunhão orante e litúrgica com outras Igrejas Ortodoxas canônicas. O Departamento de Relações Externas da Igreja do Patriarcado de Moscou declarou um dia antes que apenas a Igreja Ortodoxa Russa poderia conceder “independência eclesiástica” a Igreja Ortodoxa da Letônia.
Em 20 de outubro de 2022, Um concílio da Igreja Ortodoxa Letã foi realizado, no qual foi decidido alterar os estatutos da Igreja de acordo com as recentes demandas do Estado para separar a Igreja do Patriarcado de Moscou. O Conselho da Igreja letã também escreveu um apelo ao Patriarca Cirilo de Moscou e Toda a Rússia para dar uma “decisão canônica sobre o status da Igreja Ortodoxa Letã”.

## Primazes
- João (Pommer) (1921-1934) -  Arcebispo de Riga e Toda a Letônia
- Agostinho (Peterson) (1936-1940) - Metropolita de Riga e Toda a Letônia (Patriarcado de Constantinopla)
- João (Garklavs) (1943-1944) - Arcebispo de Riga e Toda a Letônia
- Alexandre (Kudriashov) (de 27 de outubro de 1990 até o presente) - Metropolita (desde 25 de fevereiro de 2002) de Riga e Toda a Letônia.

## Estrutura

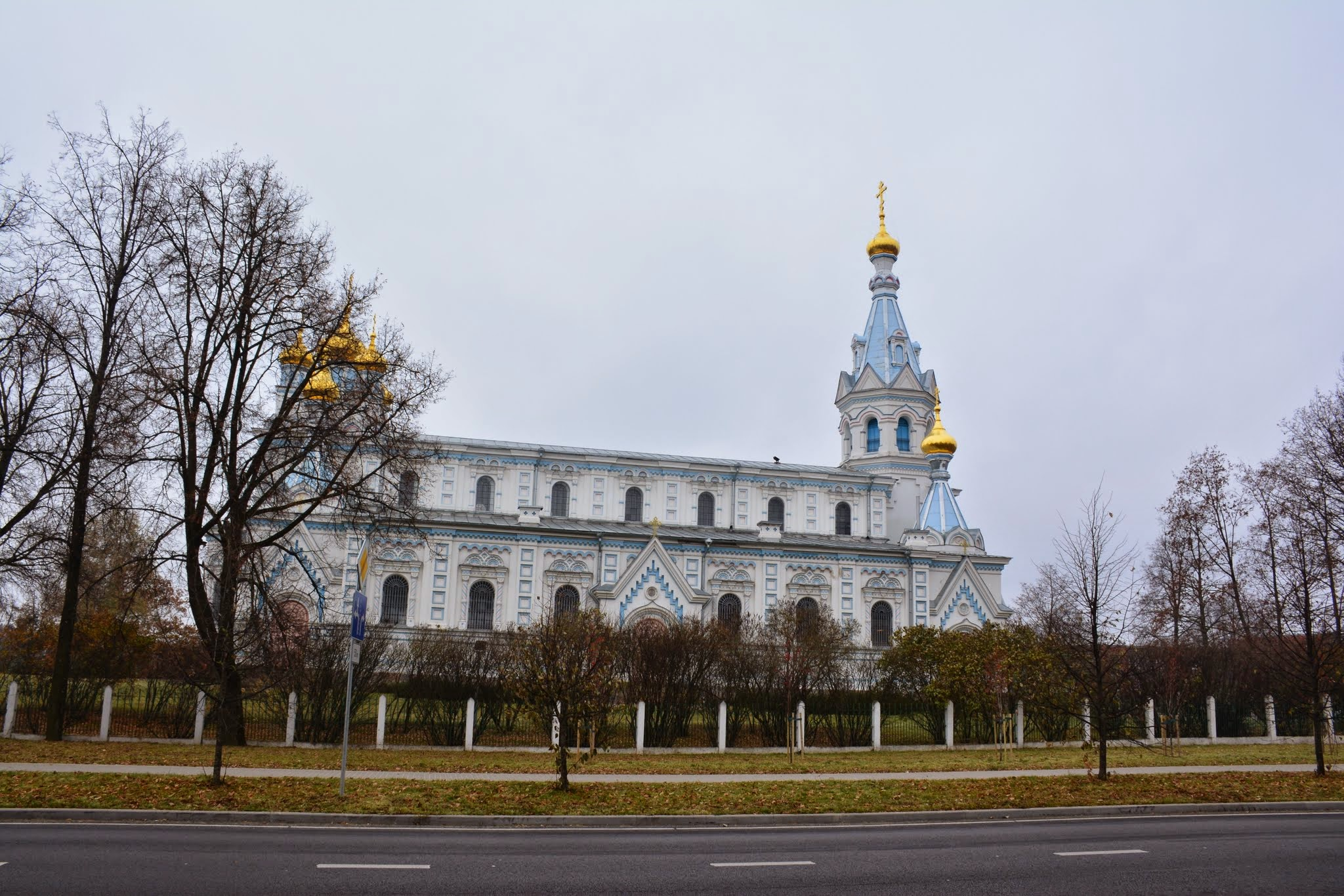
Catedral de Daugavpils dos Santos Boris e Gleb

### Dioceses
A Igreja Ortodoxa da Letônia tem duas eparquias:
- Eparquia de Riga;
- Eparquia de Daugavpils.[26]